# DbExpress
dbExpress ist eine von Borland entwickelte Datenbankschnittstelle, die in den Entwicklungswerkzeugen Borland Delphi (seit Delphi 6) und C++Builder verfügbar ist.
Diese Schnittstelle setzt auf eigenen Treibern auf und ist recht performant, bietet jedoch nur unidirektionalen Zugriff. Das bedeutet, dass man in einer Datenmenge, die man von der Datenbank erhalten hat, nur in einer Richtung Daten abfragen kann. "Rückwärtsgehen" ist nicht vorgesehen. Das macht die Datenmenge einfacher und schlanker.
Updates müssen dann via einfacher, mitgelieferter und in der IDE enthaltener Komponenten wie "DataSetProvider" (der das passende Updatestatement automatisch in SQL assembliert) hinzugefügt werden.
Treiber werden für viele gebräuchliche Datenbanken mitgeliefert (je nach Edition der Entwicklungswerkzeuge mehr oder weniger), es gibt jedoch auch Treiber für eine ganze Reihe von Datenbanken, die nicht von Borland direkt unterstützt werden. Ein ODBC→dbExpress-Treiber ist auch erhältlich.
Früher waren die dbExpress-Treiber generell nicht Unicode-fähig, sondern benutzten ANSI-kodierte Zeichenketten. Ab Delphi 2006 wurden einige der Treiber auf Unicode umgestellt und seit Delphi 2009 sind die meisten mitgelieferten Treiber vollständig Unicode-fähig, da auch Delphi mit dieser Version auf Unicode umgestellt wurde. Inzwischen gibt es eine neue Datenbankbibliothek namens FireDAC, die auch erweiterte datenbankspezifische Funktionen enthält. Somit ist zu erwarten, dass dbExpress irgendwann aus dem Produkt entfernt wird.
Mitgelieferte Treiber:
- InterBase (Embarcadero's eigenes Datenbankprodukt)
- MySQL
- Oracle
- DB2
- Informix
- Microsoft SQL Server
- Sybase Adaptive Server
- Firebird (seit Delphi 2010 ab Enterprise Edition)
- SQLite (seit mindestens Delphi XE3)
- ODBC Brückentreiber (seit Delphi XE2 ab Enterprise Edition)
- Trace Treiber zum mitloggen von abgesetzten Datenbanstatements, ab Delphi 2007 (ab dbExpress 4)

Andere bekannte Treiber von Fremdanbietern:
- SQLite
- SAP MaxDB (ehemals SAPdb)
- Firebird
- ODBC→dbExpress
- Mimer
- PostgreSQL (pgExpress, Zeos Library)